# 11446 Betankur
11446 Betankur este un asteroid din centura principală de asteroizi.

## Descriere
11446 Betankur este un asteroid din centura principală de asteroizi. A fost descoperit pe 9 octombrie 1978 la Observatorul de Astrofizică din Crimeea de Liudmila Juravliova. Asteroidul prezintă o orbită caracterizată de o semiaxă mare de 3,06 ua, o excentricitate de 0,20 și o înclinație de 0,9° în raport cu ecliptica.